# Schacht-Audorf
Schacht-Audorf is een gemeente in de Duitse deelstaat Sleeswijk-Holstein, en maakt deel uit van de Kreis Rendsburg-Eckernförde.
Schacht-Audorf telt 4.887 inwoners.